# Пам'ятник Олені Пчілці (Луцьк)
Па́м'ятник Оле́ні Пчі́лці — бронзове погруддя письменниці, етнографа, фольклориста Олени Пчілки, матері Лесі Українки, встановлене в Луцьку на майданчику перед приміщенням Волинської обласної універсальної наукової бібліотеки, яка має ім'я Олени Пчілки з 27 лютого 1991 року.

## Історія
Пам'ятник відкрили 29 червня 2011 року, у день 162-ї річниці від дня народження Олени Пчілки. Автори монумента — скульптор, заслужений художник України Микола Обезюк, автор пам'ятників Лесі Українці в містах Луцьку, Звягелі, та заслужений архітектор України Андрій Бідзіля.
Пам'ятник споруджено за кошти благодійників: бізнесмена Василя Токарського, благодійного фонду «Рідна Волинь», депутатів Луцької міської ради, ТОВ «Луцьксантехмонтаж № 536», товариства «Холмщина», обласної дирекції ПАТ «ПриватБанк» та інших. Усього зібрали близько 91 тис. грн.